# Neferkare Nebi
Neferkare Nebi (Neferkarenebi) war ein altägyptischer König (Pharao) der frühen 8. Dynastie (Erste Zwischenzeit).

## Herkunft
Mutter des Neferkare Nebi war die Königin Anchenespepi IV., eine Gemahlin Pepi II., der auch der Vater des Neferkare Nebi gewesen sein soll. Ihre Grabausstattung wurde in den Magazinen der Pyramide der Königin Iput II. gefunden. Sie heiratete erneut, den Fürsten Iunu. Über Frauen und Kinder Neferkares ist nichts bekannt.

## Bautätigkeit
Eine Pyramidenanlage des Neferkare Nebi mit dem Namen „Dauernd an Leben ist Neferkare“ ist auf einer Inschrift in Sakkara erwähnt, jedoch wurde das Bauwerk bislang nicht gefunden. Möglicherweise ist sie nicht über das Planungsstadium hinausgekommen.